# Київське шосе (Житомир)
Київське шосе — шосе в Корольовському районі Житомира. Одна із загальноміських магістралей.

## Розташування
Бере початок з Київського шляхопроводу на Привокзальній площі та прямує до міської межі, де переходить в автошлях М 06. Прямує через завокзальну частину міста та Мар'янівку, Смоківку та Полісся.

## Історія
Шосе побудоване у 1850-х роках як частина шосе з Києва до Брест-Литовська. Нове шосе увійшло з Вацкова, прямуючи до тодішньої східної околиці міста, де з'єдналося з Київською вулицею.
Наприкінці 1890-х років розплановано низку привокзальних ліній, що брали початок від шосе.
Станом на початок XX століття переважно сформована забудова обабіч шосе до річки Вошивиці. Далі на схід Київське шосе пролягало крізь переважно вільні від забудови землі Левківської волості Житомирського повіту.
У 1914 році на перетині Київського шосе та новозбудованої ділянки залізниці Житомир — Коростень побудовано дерев'яний міст. Під час Другої Світової війни міст був пошкоджений та в 1950-х роках замінений на вузький залізобетонний. Наприкінці 1970-х років на його місці збудовано міст із залізобетонних конструкцій.
Станом на початок 1940-х років частково сформувалася садибна забудова на схід від річки Ставровки, на теренах тодішньої Смоківки.
У 1960-х роках на Київському шосе постав комплекс об'єктів обслуговування «Полісся», що включав мотель, готель, станцію техобслуговування автомобілів №1, автозаправні станції, цивільний аеропорт, заклади торгівлі й громадського харчування, від назви якого походить назва довколишньої місцевості.
У 1971 році село Смоківка увійшло до міської межі Житомира. До 1971 року ділянка Київського шосе на схід від Ставровського провулка перебувала за межами міста, у селі Смоківка. Дана ділянка мала назву Київське шосе. У зв'язку з приєднанням села Смоківка до міста, Київському шосе на теренах Смоківки надано назву вулиця Леніна зі зміною нумерації будинків —об'єднано з нинішньою вулицею Київською та міською частиною Київського шосе, що тоді теж мали назву вулиця Леніна.
У 1977 році ділянкою нинішнього Київського шосе від Київського мосту до вулиці Сергія Параджанова почав курсувати тролейбус.
Рішенням міськвиконкому від 13 лютого 1992 року № 81, частині вулиці Леніна від Київського шляхопроводу на Привокзальній площі до Полісся (міської межі) надано назву Київське шосе.